# Шебелинка — Харків
Шебелинка – Харків – перший із газопроводів, споруджених для видачі продукції гігантського Шебелинського родовища.
Розробка Шебелинського родовища почалась у 1956-му, при цьому його продукцію передусім подали до розташованого поблизу Харківа, для чого проклали газопровід довжиною 60 км та діаметром 426 мм.
У 1975-му напрямок підсилили другою ниткою довжиною 68 км та діаметром 1020 мм, а в 1976-му проклали третю нитку (лупінг) довжиною 20 км та діаметром 720 мм.
З плином часу до траси Шебелинка – Харків підключили цілий ряд невеликих газоконденсатних родовищ – Островерхівське (1988), Денисівське (2007), Аксютівське (2009), Васищівське (2013).
Можливо відзначити, подача блакитного палива до Харкова також відбувається від шебелинського газового хабу через трубопровід Шебелинка – Брянськ. 